# Fintry Hills
Die Fintry Hills bilden das westliche Ende einer Hügelkette, die sich westlich von der Stadt Stirling in Schottland erstrecken. Der höchste Punkt bildet der 512 m Stronend, von denen man das Dorf Fintry überblicken kann.
Wie die benachbarten Gargunnock Hills sind sie von vulkanischen Gesteinen zusammengesetzt, hauptsächlich Lava- und Tuffgestein, das im Karbon ausbrach.
Die nördliche, westliche und südliche Seite der Hügelkette werden durch eine steile und schroffe Böschung definiert, während die Ostseite sanft in das Tal von Backside Burn und Endrick Water übergeht. Der Boquhan Burn läuft zunächst nordwestwärts und fließt an der nördlichen Böschung Spout of Ballochleam abwärts. Loch Walton liegt am Fuße der Südhänge der Hügel.